# Chrysometa pilimbala
Chrysometa pilimbala là một loài nhện trong họ Tetragnathidae.
Loài này thuộc chi Chrysometa. Chrysometa pilimbala được Herbert W. Levi miêu tả năm 1986.